# Joseph Shiloach
Joseph Shiloach (hébreu : יוסף שילוח), né le 9 juillet 1941 – mort le 3 janvier 2011, est un acteur israélien d'origine juive kurde.

## Filmographie partielle
- 1970 : La Salamandre du désert (La salamandra del deserto), de Riccardo Freda : Simon
- 1972 : Rosa, je t'aime (Ani Ohev Otach Rosa), de Moshé Mizrahi
- 1973 : La Maison de la rue Chelouche (Ha-Bayit Berechov Chelouche), de Moshé Mizrahi
- 1974 : Moïse (Mosè) de Gianfranco De Bosio : Dathan
- 1975 : Hagiga B'Snuker
- 1975 : Un coup de deux milliards de dollars (Diamonds) de Menahem Golan : Mustafa
- 1979 : Jésus, de Peter Sykes et John Krish : Joseph
- 1982 : Paradis (Paradise) de Stuart Gillard : Ahmed
- 1986 : Aigle de fer (Iron Eagle), de Sidney J. Furie
- 1986 : Alex Holeh Ahavah
- 1988 : Rambo 3, de Peter MacDonald